# Engytatus hawaiiensis
Engytatus hawaiiensis är en insektsart som först beskrevs av George Willis Kirkaldy 1902.  Engytatus hawaiiensis ingår i släktet Engytatus och familjen ängsskinnbaggar. Inga underarter finns listade i Catalogue of Life.